# Ocean Drover
Die Ocean Drover (ehemals Becrux) ist ein 2002 in Dienst gestellter Tiertransporter. Sie wurde in der kroatischen Uljanik Werft gebaut und verkehrte bis 2009 als Becrux für die italienische Reederei Siba Ships.

## Geschichte
Die Ocean Drover ist ein speziell für den Tiertransport konzipiertes Frachtschiff und zählt zu den größten und modernsten ihrer Art weltweit. Sie wurde im Jahr 2002 auf der Uljanik-Werft im kroatischen Pula unter dem Namen Becrux für den australischen Viehexporteur Wellard gebaut und 2009 in Ocean Drover umbenannt. Das unter der Flagge von Singapur fahrende Schiff wird von Wellard Ships betrieben und ist auf den Transport von Lebendvieh – insbesondere Rindern und Schafen – über große Distanzen ausgelegt.

### Zwischenfall
Am 9. Oktober 2014 brach an Bord der Ocean Drover im australischen Hafen Fremantle ein Brand in einem Besatzungsquartier aus, der sich rasch über beide Unterkunftsdecks und bis zur Navigationsbrücke ausbreitete. Vier Crewmitglieder wurden verletzt, und die betroffenen Bereiche wurden erheblich beschädigt. Die Untersuchung durch das Australian Transport Safety Bureau ergab, dass geöffnete Türen – darunter eine brandschutztechnisch wichtige Tür im Treppenhaus – die Ausbreitung des Feuers wesentlich begünstigten; in der Folge wurden Rauchmelder in allen Kabinen installiert, Brandschutztüren ersetzt und die Rauchpolitik sowie Notfallprozeduren an Bord umfassend überarbeitet.

## Technische Daten
Mit einer Länge von rund 180 Metern, einer Breite von 32 Metern und einem maximalen Tiefgang von 9 Metern verfügt die Ocean Drover über neun Decks und bietet Platz für bis zu 75000 Schafe oder alternativ rund 18000 Rinder. Die Bruttoraumzahl beträgt ca. 33424, die Tragfähigkeit liegt bei über 13000 Tonnen. Das Schiff verfügt über eine Gesamtladefläche von über 23000 Quadratmetern. Zur Versorgung der Tiere sind moderne Systeme für Belüftung, Fütterung und Wasserversorgung installiert, darunter vier Umkehrosmoseanlagen mit einer Leistung von etwa 600 Tonnen Frischwasser pro Tag sowie Vorratsbehälter mit einem Fassungsvermögen von über 2,7 Millionen Litern. Die Belüftung erlaubt bis zu 60 Luftwechsel pro Stunde.
Der Antrieb erfolgt durch eine MAN B&W 7S50MC-C Hauptmaschine mit einer Leistung von rund 11.000 kW, was eine Maximalgeschwindigkeit von bis zu 20 Knoten ermöglicht. Unterstützt wird sie durch vier Hilfsdieselaggregate mit einer Gesamtleistung von etwa 4.800 kW. An Bord befindet sich zudem eine Besatzung von etwa 45 Personen. Das Schiff ist mit zwei Deckkränen (je 2,5 Tonnen SWL) ausgerüstet.